# Ариомард (сын Дария I)
Ариомард (др.-греч. Αριóμαρδoς) — сын Дария I, один из персидских военачальников во время похода Ксеркса I в 480—479 годах до н. э.
Отцом Ариомарда был Дарий I, а матерью — Пармис, дочь Бардии. «Ариоманд» означает «человек, заслуживающий уважения».
Готовясь к походу в Грецию, Ксеркс I назначил командирами огромной, собранной почти со всех частей империи армии, своих родственников и доверенных людей. По свидетельству Геродота, одним из таких военачальников был Ариоманд. Ему была доверена половина воинского контингента XIX сатрапии; другая половина войска сатрапии, состоявшая из макронов, моссинойков и маров, была отдана Артаикту. Под командованием Ариомарда находились отряды мосхов и тибаренов, снаряжённые традиционным для этих племён образом: деревянными шлемами, небольшими щитами и копьями с длинными наконечниками. Возможно, «отец истории» получил эту информацию из какого-то персидского источника времён кампании 480—479 годов до н. э.